# Сучасне п'ятиборство на літніх Олімпійських іграх 2012 — чоловіки
Змагання з сучасного п'ятиборства серед чоловіків на літніх Олімпійських іграх 2012 року пройшли 11 серпня. Взяли участь 36 спортсменів з 24 країн.
Переможцем ігор став чеський спортсмен Давид Свобода, який встановив олімпійський рекорд. Вперше з 1996 року перемогу в чоловічому турнірі здобув не представник Росії.
Срібну медаль завоював китайський п'ятиборець Цао Чжунжун. Ця медаль стала для Китаю першою олімпійською нагородою у сучасному п'ятиборстві за весь час.
Бронзову нагороду завоював угорський спортсмен Мароші Адам.

## Медалісти
| Золото                | Срібло              | Бронза                 |
| Давид Свобода · Чехія | Цао Чжунжун · Китай | Мароші Адам · Угорщина |

## змагання
Вперше змагання із сучасного п'ятиборства проводились у новому форматі. Біг і стрільба були об'єднані в один вид — комбайн.
Фехтування: Спортсмени проводять бої за системою кожний з кожним. 1000 очок нараховується спортсмену за 70% здобутих перемог (25 перемог). За кожну додаткову перемогу спортсмену нараховується 24 очки. Якщо спортсмен не зміг здобути 25 перемог, то його кількість очок буде розраховуватися за формулою: N = 1000 — (25 — Кількість перемог) × 24.
Плавання: Змагання проводяться на дистанції 200 метрів вільним стилем. 1000 очок нараховується спортсмену, якщо він проплив дистанцію за 2:30,0. Кожні 0,33 секунди краще або гірше цього результату відповідають +/-4 очка.
Верхова їзда: Змагання проводяться у конкурі, дистанція якого становить 350–450 метрів та складається з 12 перешкод — від 110 до 120 см заввишки. 1200 балів спортсмен отримує, якщо він пройшов дистанцію без порушень, а також вклався у ліміт часу. За різні порушення з спортсмена знімають бали, а за деякі порушення можуть та зняти зі змагань.
Комбайн: Змагання у комбайні поєднують у собі біг на дистанції 3000 метрів та стрыльбу з лазерного пістолета (3 серії пострілів). Спортсмени стартують з гандикапом, набраними за попередні три дисципліни (4 очка = 1 секунда). Олімпійським чемпіоном стає спортсмен, який перетинає фінішну лінію першим. 2720 очок нараховуються спортсмену, якщо він завершив дистанцію за 9:30,0. За кожну секунду гірше цього результату з підсумкової суми віднімається 4 очки.

### Результати
| Місце | Спортсмен                  | Фехтування Перемоги (очки) | Плавання Час (очки) | Верхова їзда Очки (очки) | Комбайн Час (очки) | Сума      |
| ----- | -------------------------- | -------------------------- | ------------------- | ------------------------ | ------------------ | --------- |
| 1     | Давид Свобода (CZE)        | 26 (1024)                  | 2:04,84 (1304)      | 77,28 (1132)             | 10:33,02 (2468)    | 5928 (OR) |
| 2     | Цао Чжунжун (CHN)          | 25 (1000)                  | 1:58,93 (1376)      | 74,62 (1080)             | 10:38,02 (2448)    | 5904      |
| 3     | Мароші Адам (HUN)          | 20 (880)                   | 2:02,08 (1336)      | 75,94 (1200)             | 10:45,72 (2420)    | 5836      |
| 4     | Олександр Лесун (RUS)      | 25 (1000)                  | 2:04,29 (1312)      | 77,61 (1112)             | 11:05,83 (2340)    | 5764      |
| 5     | Штеффен Гебхардт (GER)     | 20 (880)                   | 2:07,08 (1276)      | 72,11 (1160)             | 10:37,16 (2452)    | 5756      |
| 6     | Томас Даніель (AUT)        | 17 (808)                   | 2:09,23 (1252)      | 73,56 (1180)             | 10:24,02 (2504)    | 5744      |
| 7     | Андрій Моїсєєв (RUS)       | 22 (928)                   | 2:02,71 (1328)      | 70,65 (1140)             | 11:05,28 (2340)    | 5736      |
| 8     | Юстінас Кіндеріс (LTU)     | 15 (760)                   | 2:04,35 (1308)      | 72,78 (1140)             | 10:19,34 (2524)    | 5732      |
| 9     | Ріккардо де Лука (ITA)     | 16 (784)                   | 2:08,29 (1264)      | 72,09 (1200)             | 10:32,34 (2472)    | 5720      |
| 10    | Ніколас Вудбрідж (GBR)     | 17 (808)                   | 1:57,32 (1396)      | 81,22 (1156)             | 11:01,66 (2356)    | 5716      |
| 11    | Чжун Чжин Хва (KOR)        | 16 (784)                   | 2:00,25 (1360)      | 70,01 (1160)             | 10:57,07 (2372)    | 5676      |
| 12    | Роберт Каша (HUN)          | 20 (880)                   | 2:01,59 (1344)      | 74,57 (1200)             | 11:27,85 (2252)    | 5676      |
| 13    | Семюель Вілі (GBR)         | 17 (808)                   | 2:03,40 (1320)      | 76,68 (1176)             | 11:00,00 (2360)    | 5664      |
| 14    | Оскар Сото Каррільо (MEX)  | 16 (784)                   | 2:10,98 (1232)      | 76,38 (1176)             | 10:34,42 (2464)    | 5656      |
| 15    | Ондржей Поливка (CZE)      | 12 (688)                   | 2:02,71 (1328)      | 76,14 (1136)             | 10:25,99 (2500)    | 5652      |
| 16    | Станіслав Журавльов (BLR)  | 20 (880)                   | 2:06,80 (1280)      | 70,07 (1120)             | 10:58,10 (2368)    | 5648      |
| 17    | Крістофер Паттен (FRA)     | 16 (784)                   | 2:05,99 (1292)      | 76,38 (1116)             | 10:43,96 (2428)    | 5620      |
| 18    | Естебан Бустос (CHI)       | 15 (760)                   | 2:10,52 (1236)      | 68,58 (1160)             | 10:38,72 (2448)    | 5604      |
| 19    | Денис Черковскіс (LAT)     | 23 (952)                   | 2:10,78 (1232)      | 91,78 (976)              | 10:46,88 (2416)    | 5576      |
| 20    | Нікола Бенедетті (ITA)     | 17 (808)                   | 2:18,47 (1140)      | 84,16 (1084)             | 10:16,92 (2536)    | 5568      |
| 21    | Рустем Сабірхузін (KAZ)    | 19 (856)                   | 2:13,21 (1204)      | 72,42 (1100)             | 10:49,57 (2404)    | 5564      |
| 22    | Сініті Томі (JPN)          | 18 (832)                   | 2:01,19 (1348)      | 88,57 (1088)             | 11:19,03 (2284)    | 5552      |
| 23    | Павло Тимощенко (UKR)      | 13 (712)                   | 2:08,15 (1264)      | 69,63 (1140)             | 10:48,37 (2408)    | 5524      |
| 24    | Шимон Стаскевіч (POL)      | 14 (736)                   | 2:11,54 (1224)      | 75,21 (1180)             | 10:56,31 (2376)    | 5516      |
| 25    | Артур Ланаган О'Кіфф (IRL) | 14 (736)                   | 2:02,44 (1332)      | 85,13 (1120)             | 11:08,69 (2328)    | 5516      |
| 26    | Штефан Келльнер (GER)      | 16 (784)                   | 2:11,71 (1220)      | 70,47 (1120)             | 10:59,16 (2364)    | 5488      |
| 27    | Ед Фернон (AUS)            | 14 (736)                   | 2:13,10 (1204)      | 87,40 (1152)             | 10:48,19 (2408)    | 5480      |
| 28    | Яссер Хефні (EGY)          | 17 (808)                   | 2:05,90 (1292)      | 80,39 (1080)             | 11:25,53 (2260)    | 5440      |
| 29    | Павло Ільяшенко (KAZ)      | 15 (760)                   | 2:06,62 (1244)      | 96,94 (1036)             | 10:49,80 (2404)    | 5432      |
| 30    | Дмитро Мелях (BLR)         | 17 (808)                   | 2:03,67 (1316)      | 78,50 (1028)             | 11:33,18 (2228)    | 5380      |
| 31    | Андрій Георге (GUA)        | 15 (760)                   | 2:13,89 (1196)      | 77,04 (1112)             | 11:15,58 (2300)    | 5368      |
| 32    | Денніс Боушер (USA)        | 12 (688)                   | 2:05,15 (1300)      | 81,36 (1076)             | 11:25,09 (2260)    | 5324      |
| 33    | Амро Ель-Гезіра (EGY)      | 18 (832)                   | 1:55,70 (1412)      | 111,42 (856)             | 11:42,48 (2192)    | 5292      |
| 34    | Гван У Чжин (KOR)          | 14 (736)                   | 2:01,14 (1348)      | 146,83 (736)             | 12:08,88 (2088)    | 4908      |
| 35    | Дмитро Кирпулянський (UKR) | 17 (808)                   | 2:04,83 (1304)      | DNF (580)                | 11:17,80 (2288)    | 4740      |
| 36    | Ван Гуань (CHN)            | 12 (688)                   | 2:12,13 (1216)      | DNS (0)                  | DNS (0)            | 1904      |